# یولا بروکال
یولا بروکال (اسپانیایی: Yola Berrocal‎؛ زادهٔ ۱۵ سپتامبر ۱۹۷۰) یک هنرپیشه، خواننده و هنرمند رقص اهل اسپانیا است. از فیلم‌ها یا مجموعه‌های تلویزیونی که وی در آن‌ها نقش داشته است می‌توان به کیسه هوا اشاره نمود.